# 959 Arne
959 Arne eller 1921 KF är en asteroid i huvudbältet, som upptäcktes den 30 september 1921 av den tyske astronomen Karl Wilhelm Reinmuth i Heidelberg. Den är uppkallad efter Bror Asplinds son Arne Asplind.
Asteroiden har en diameter på ungefär 45 kilometer.